# Bankers Trust Company Building
Bankers Trust Company Building är en skyskrapa vid Wall Street på Manhattan i New York i USA som blev färdigställd av Trowbridge & Livingston år 1912. Den är 164 m  hög och innehåller 37 våningar.